# Судостроительный завод имени Октябрьской революции
Судостроительный завод имени Октябрьской революции (также «Благовещенская судостроительная верфь») — советский и российский судостроительный завод в городе Благовещенске, Амурская область.

## История

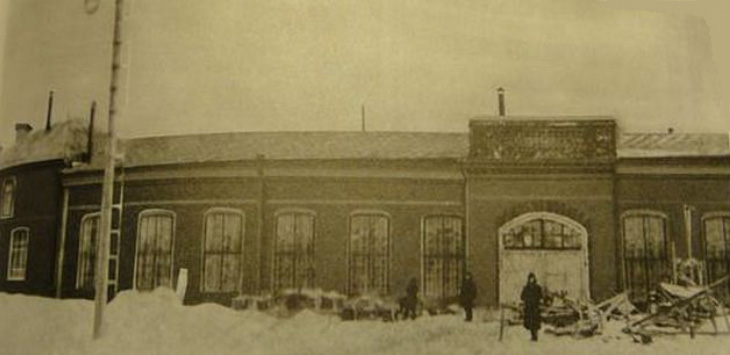
Один из первых цехов завода Семёна Шадрина

Завод берёт своё начало с открытия в Благовещенске в 1887 году чугунолитейных мастерских. Сменив нескольких владельцев, в 1898 году завод был приобретен сыном Семёна Саввича Шадрина (купец 1-й гильдии, прибыл в город из Вологодской губернии) — Фёдором, который вскоре передал его отцу. В начале XX века предприятие называлось «Механический и машиностроительный завод» и принимало заказы на строительство мукомольного и золотодобывающего оборудования, а также пароходов, паровых машин и котлов.
В СССР
В 1931 году он был преобразован в «Благовещенскую судостроительную верфь», получил правительственный заказ на постройку нефтеналивных барж грузоподъемностью три-четыре тысячи тонн и буксирных пароходов для доставки сахалинской нефти на Хабаровский нефтеперегонный завод (ныне Хабаровский нефтеперерабатывающий завод). К началу Великой Отечественной войны заказ был выполнен, и это стало существенным вкладом в обеспечение народного хозяйства страны и фронта нефтепродуктами.
После окончания войны завод строил баржи грузоподъемностью 300—1800 тонн и грузовые теплоходы, выпускал нестандартное оборудование для горно-обогатительной, золотодобывающей и химической промышленности, а также стальные резервуары с внутренним антикоррозийным покрытием, мостовые и козловые грузоподъемные краны.
В середине 1960-х годов завод перешёл на выпуск морских судов; построил 96 морских буксирных катеров и 125 морских рыболовных сейнеров. В 1974 году судоверфь была переименована в «Благовещенский судостроительный завод». В этот период он начал выпуск новых рыболовных сейнеров нескольких модификаций, продолжал выпуск грузоподъёмных кранов. С 1978 года завод строил суда для Военно-Морского флота СССР. В 1987 году Указом Президиума Верховного Совета СССР завод награждён орденом Трудового Красного Знамени.
В Российской федерации
После распада СССР, в 1994 году, завод был преобразован в открытое акционерное общество — «Благовещенский судостроительный и судоремонтный завод».
На территории завода имеется памятника воинам и труженикам тыла, который выполнен в стиле городского памятника труженикам тыла: также две стелы объединены обелиском посредине. После реконструкции на памятнике установлены мемориальные таблички с именами работников судостроительного завода, участвовавших в Великой Отечественной войне, а также тех, кто приближал победу, работая в тылу — на двух досках высечено более ста фамилий.